# Flussinsel

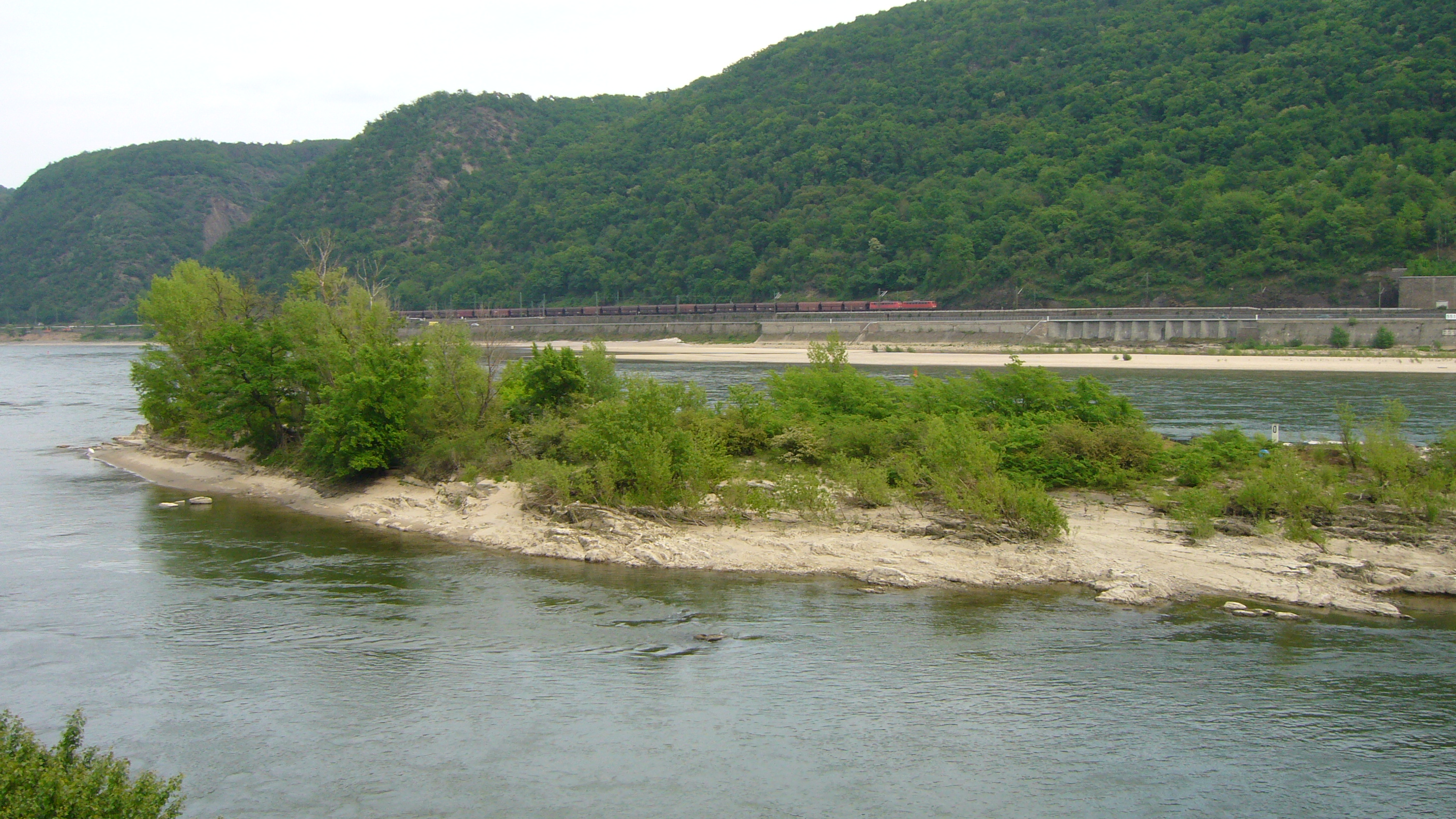
Eine typische Flussinsel (Tauberwerth) im Rhein bei Oberwesel

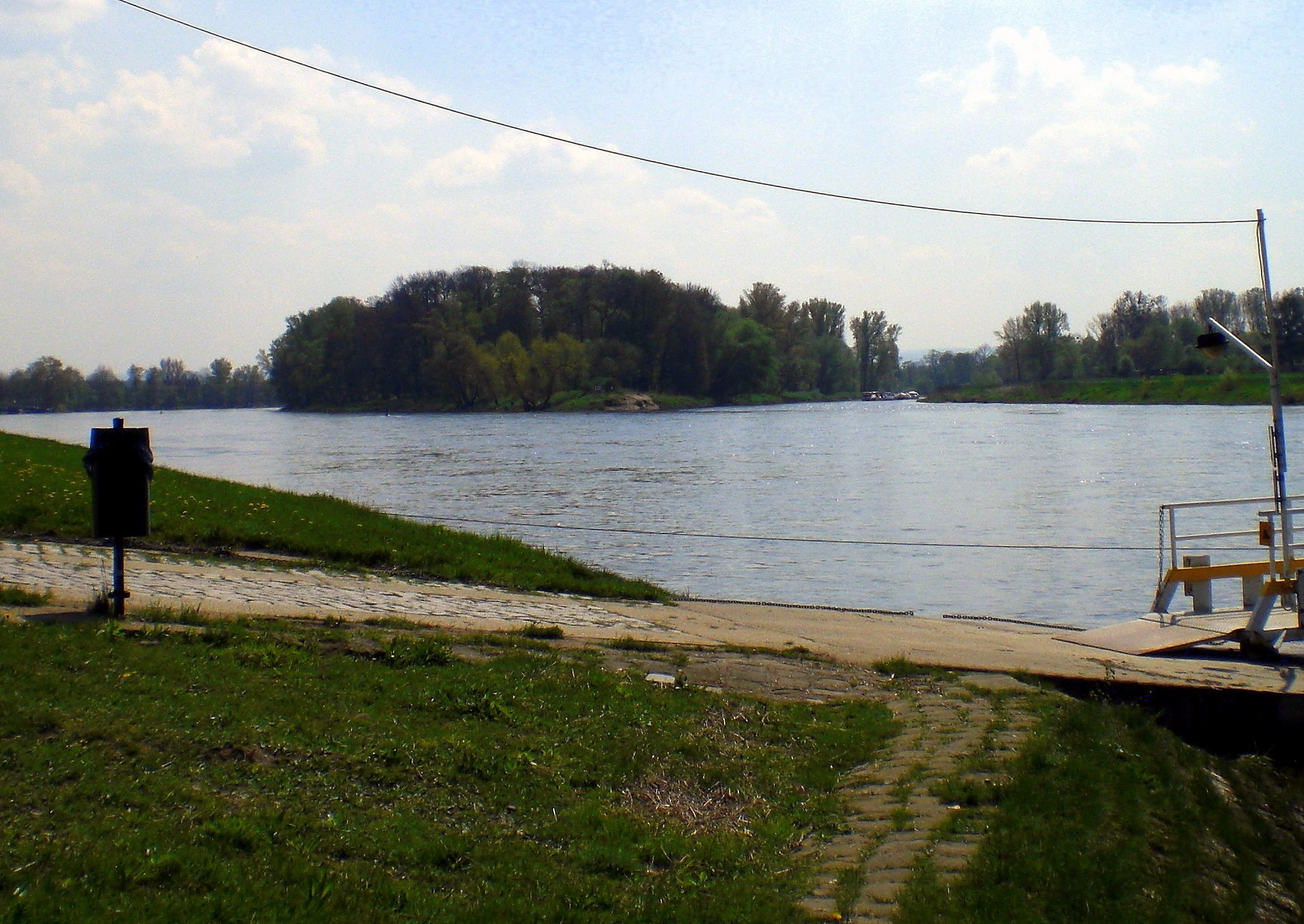
Die Elbinsel bei Dresden-Pillnitz

Eine Flussinsel ist eine Insel in einem Fließgewässer (Fluss, Bach etc.). Gemeinsam mit der Seeinsel zählt sie zur Gruppe der Binneninseln.

## Geomorphologie

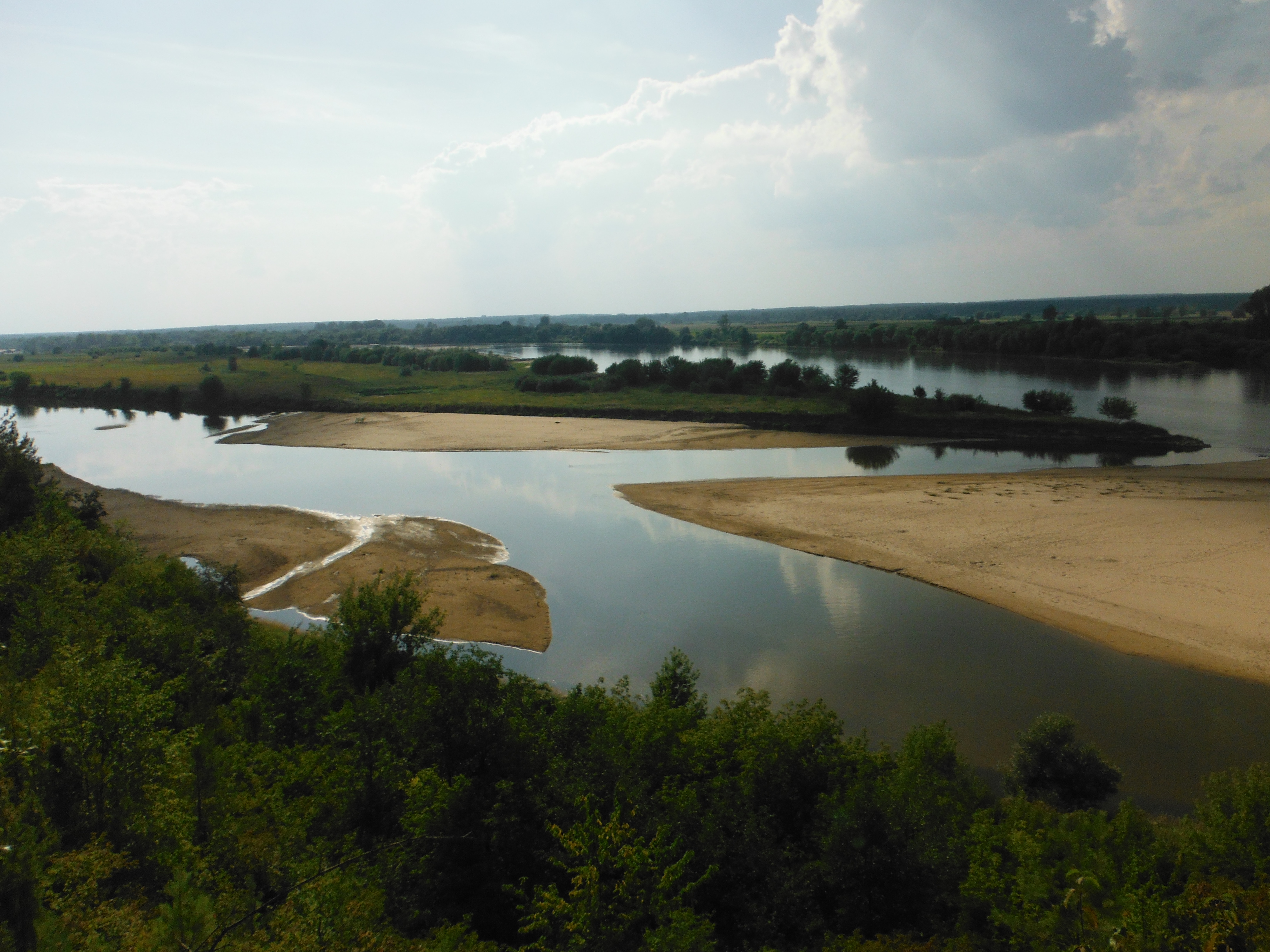
Die Insel Krowia Wyspa in der Weichsel

Flussinseln entstehen durch Verzweigungen des Flussbetts in mehrere Flussarme, in Flüssen mit anastomosierendem oder verflochtenem Lauf. Inseln gehen graduell über in Sand- und Kiesbänke. Als Unterscheidungsmerkmal wird oft die Ausbildung von Vegetation genannt: Inseln sind meist permanent und dicht mit Pflanzen bewachsen, während Bänke vegetationsfrei, oder nur mit nicht deckender Pioniervegetation bewachsen sind. Dies liegt vor allem daran, dass Bänke regelmäßig bei Hochwasser überflutet werden, und dabei ihr Substrat oft umgelagert wird. In natürlichen Wildfluss-Landschaften werden Inseln regelmäßig neu gebildet und bei starken Hochwässern durch Erosion wieder abgetragen, oder ihre Lage, Abgrenzung und Gestalt verändert sich durch Verlagerung des Flusslaufs. Diese natürliche Dynamik ist in Mitteleuropa und anderen dicht besiedelten Regionen fast immer durch wasserbauliche Maßnahmen verhindert. Zur Inselbildung sind, neben einem natürlichen, unbeeinflussten Abfluss- und Hochwasserregime und einem nicht durch Verbauung oder andere Zwangspunkte beeinflussten Gewässerbett ausreichend mittransportiertes Sedimentmaterial (bei Flüssen Geschiebe genannt) erforderlich. Ausgangspunkt der Inselbildung ist fast immer als Strömungshindernis wirkendes grobes Material, im Regelfall mittransportierte Baumstämme (Totholz).
In langsam fließenden Tieflandflüssen entstehen Flussinseln meist nach einem anderen Mechanismus. Durch die geringere Fließgeschwindigkeit ist die Erosion und der Geschiebetransport geringer. Das feine, als Wassertrübung per Suspension mitgeführte Sediment wird in langsam fließenden Abschnitten des Ufers abgelagert und bildet hier erhöhte, dammartige Bänke aus. Wenn der Fluss, bei Hochwasser, eine solche Bank durchstößt, kann sich sein Lauf verzweigen. Meist entstehen solche Nebenläufe, wenn der Hauptlauf, etwa durch Matten von Wasserpflanzen, teilweise verlegt ist. Der neu entstandene Laufabschnitt mündet weiter stromabwärts wieder in den bestehenden Lauf ein, wodurch sehr große Teile der Aue in ein System von ausgedehnten Inseln zerlegt werden. Der resultierende Lauf, der aus zwei bis vier durch Querstücke miteinander verbundenen parallelen Teilläufen besteht, wird morphologisch als „anastomosierender“ Fluss beschrieben. Inseln in anastomosierenden Flüssen sind oft sehr stabil und bestehen über lange Zeit. Sie werden nicht immer bei Hochwasser überflutet. Die sie umfließenden Teilläufe besitzen meist stabile, relativ steile Ufer. Ein mitteleuropäischer Fluss, der dieses Verhalten heute noch zeigt, ist der Narew in Polen.
Flussinseln sind typisch für größere Fließgewässer, in Bächen kommen kaum Inseln vor. Flüsse mit überwiegend mäandrierendem Lauf bilden keine, oder nur wenige, Inseln aus. Vor allem die sehr großen Ströme der Erde zeigen auf dem größten Teil ihrer Lauflänge einen anastomosierenden Verlauf, mit sehr zahlreichen eingeschalteten Flussinseln ganz unterschiedlicher Größe. Die Mechanismen, die dies besonders bei sehr großen Flüssen bewirken, sind noch nicht im Detail verstanden. Im Brahmaputra in Bangladesch erreichen einzelne Inseln bis zu 15 Kilometer Länge, auf den Inseln leben etwa 60.000 Menschen.
Sehr selten entstehen Flussinseln, wenn sich ein in die Tiefe erodierender Flusslauf, durch seine Sedimente hindurch, in das anstehende Gestein einsägt und so frühere Erhöhungen oder Hügel, die als Felsinseln aus hartem Gestein bestehen können, inmitten des Flusses zu liegen kommen, oder tief eingeschnittene Felsrinnen riffartige Blöcke zwischen sich abgrenzen. Diese Erosionsverzeigung tritt in sehr schnell strömenden Laufabschnitten, fast immer an Stromschnellen oder Wasserfällen, gelegentlich auf.
In den großen Flüssen Mitteleuropas ist die Zahl der Flussinseln gegenüber historischen Zeiten durch wasserbauliche Maßnahmen sehr stark vermindert worden. Der Flusslauf wurde eingeengt und festgelegt, um die Flussaue nutzbar zu machen, und Nebenläufe mit dem Hauptlauf vereinigt, um Wassertiefe und Wasserführung zur Verbesserung der Schiffbarkeit zu verstetigen. So sind im österreichischen Laufabschnitt der Donau von ursprünglich etwa 200 Flussinseln heute noch 6 erhalten. Einer der letzten europäischen Wildflüsse, in dem heute noch Flussinseln neu entstehen und vergehen können, ist der Tagliamento.

## Geographie
Je nach Ansicht wird als größte Flussinsel der Erde die in Brasilien vollständig im Verlauf des Rio Araguaia gelegene Ilha do Bananal mit (derzeit) 19.162 km² oder die von verschiedenen Zuflüssen umspülte Insel Marajó in der Amazonasmündung mit (derzeit) 40.100 km² Fläche angesehen. Die Zuordnung ist dabei abhängig davon, ob die auch das Meer berührende Insel Marajó als echte Flussinsel angesehen wird. Tupinambarana (11.850 km²) im Amazonas ist ebenfalls eine der größten Flussinseln der Erde. 
siehe auch Liste der größten Inseln der Erde#Binnen- und Deltainseln